# Bisetocreagris tenuis
Bisetocreagris tenuis är en spindeldjursart som först beskrevs av Vladimir V. Redikorzev 1934.  Bisetocreagris tenuis ingår i släktet Bisetocreagris och familjen helplåtklokrypare. Inga underarter finns listade.